# Cetiosauridae
Die Cetiosauridae waren basale Sauropoda, die vom Unterjura bis zum Oberjura lebten. Sie hatten einen massigen Körper, einen relativ kurzen Schwanz und verhältnismäßig schwere Knochen. Zu den Cetiosauridae zählten Chebsaurus, Amygdalodon, Volkheimeria, Patagosaurus, evtl. Haplocanthosaurus und Cetiosaurus.
Späte Formen der Cetiosauridae variieren stark in den Proportionen von Körper, Hals und Schwanz. Schädel und Gebiss sind ebenfalls stark verschieden. Deshalb nimmt man an, dass unter ihnen möglicherweise die Stammformen der Sauropodentaxa des späten Jura und der Kreide, der Diplodocidae, der Brachiosauridae und der Titanosauridae, sind. Die Cetiosauridae gelten deshalb als paraphyletisch.